# Little Ragged Island
Little Ragged Island är en ö i Bahamas.   Den ligger i distriktet Ragged Island District, i den sydöstra delen av landet, 400 km sydost om huvudstaden Nassau. Arean är 3,3 kvadratkilometer.
Terrängen på Little Ragged Island är mycket platt. Öns högsta punkt är 11 meter över havet. Den sträcker sig 3,1 kilometer i nord-sydlig riktning, och 2,7 kilometer i öst-västlig riktning.